# VY Sculptoris
VY Sculptoris è una stella doppia bianca e variabile cataclismica del tipo VY Sculptoris (NL/VY) sita nella costellazione dello Scultore.

## Caratteristiche
È la stella prototipo di un gruppo di stelle binarie variabili cataclismiche formate da una nana bianca calda e luminescente, e una nana rossa che ne riempie il lobo di Roche, che ad intervalli irregolari subiscono diminuzione di una o più magnitudini a causa del rallentamento se non addirittura interruzione del trasferimento di massa da parte della compagna cedente e conseguente riduzione del disco di accrescimento. Le eclissi possono durare da pochi giorni a diversi anni. Il periodo orbitale per i componenti della stella binaria è solitamente di 0,12−0,18 giorni.
Il tipo variabile è talvolta chiamato nova inversa perché le stelle in questa categoria subiscono notevoli attenuazioni di luminosità, proprio come le variabili RCB, invece di spettacolari eruzioni dove la luminosità aumenta.
VY Sculptoris ha una magnitudine visiva di +11,8 e al momento dell'eclissi può indebolirsi fino alla magnitudine +18,6. 